# Gabriela González
Gabriela Ines González (* 24. února 1965, Córdoba, Argentina) je americká fyzička a astronomka původem z Argentiny působící na Louisianské státní univerzitě. Od března 2011 do března 2017 byla mluvčí LIGO Scientific Collaboration.

## Životopis
Gabriela González se narodila 24. února 1965 v Córdobě v Argentině. Je dcerou profesorky matematiky, Dory Trembinsky, a doktora ekonomických věd, Pedra Gonzáleze.
Studovala na Národní univerzitě v Cordobě, kde získala bakalářský titul z fyziky v roce 1988. O rok později se přestěhovala do Spojených států amerických, kde začala studovat na Syracuské univerzitě, kde pod vedením Petera Sawlsona získala v roce 1995 doktorát z fyziky.
Po studiích pracovala do roku 1997 jako výzkumná pracovnice na MIT. Poté byla asistentkou na Pensylvánské státní univerzitě a od roku 2001 na Louisianské státní univerzitě. V roce 2008 se Gabriela González stala první ženou, která získala řádnou profesuru na Katedře fyziky a astronomie na Louisianské státní univerzitě.

## Vědecká činnost
Gabriela González se zabývá astronomií gravitačních vln. Publikovala několik článků o Brownově pohybu, který omezuje citlivost detektorů gravitačních vln, a zajímá se o kalibrací těchto detektorů a analýzu získaných dat.
V únoru 2016 byla společně s Davidem Reitzem, Rainerem Weissem, Kipem Thornem a s France Córdovovou jednou z pěti vědců přítomných při oznámení prvního přímého pozorování gravitačních vln, které se uskutečnilo na detektoru LIGO v září 2015.
Gabriela González věří, že věda na tom bude mnohem lépe, když v ní bude stejně žen jako mužů, a že k tomu dojde, až se začnou bortit běžné mýty a mylné představy o fyzicích, které mají tendenci oddělovat ženy od výzkumu, a až lidé přijmou, že fyzici jsou jen normální lidé s normálním životem.

## Ocenění
Gabriela González byla mimo jiné zvolena zasloučilou členkou Americké fyzikální společnosti (2007) a Americké astronomické společnosti (2020) a v roce 2017 členkou Národní akademie věd a Americké akademie umění a věd.
Během své vědecké kariéry získala řadu ocenění včetně ceny Bruno Rossiho udělované každoročně divizí High Energy Astrophysics Americké astronomické společnosti.

## Osobní život
Gabriela González je vdaná za Jorgeho Pullina z Ústavu teoretické fyziky Horace Hearna na Louisianské státní univerzitě.